# Стара Плошћица
Стара Плошћица је насељено место у саставу општине Иванска у Бјеловарско-билогорској жупанији, Република Хрватска.

## Историја
До територијалне реорганизације у Хрватској налазила се у саставу старе општине Чазма.

## Становништво
На попису становништва 2011. године, Стара Плошћица је имала 258 становника.

## Попис1991.
На попису становништва 1991. године, насељено место Стара Плошћица је имало 373 становника, следећег националног састава:
| Попис 1991.‍ | Попис 1991.‍ | Попис 1991.‍ | Попис 1991.‍ | Попис 1991.‍ |
| ----------- | ----------- | ----------- | ----------- | ----------- |
|             |             |             |             |             |
| Хрвати      | Хрвати      |             | 372         | 99,73%      |
| Срби        | Срби        |             | 1           | 0,26%       |
| укупно: 373 |             |             |             |             |